# Rudolf Hohenfellner
Rudolf Hohenfellner  (* 11. August 1928 in Wien) ist ein österreichischer Urologe und langjähriger Ordinarius für Urologie an der Universität Mainz.

## Leben und Wirken
Rudolf Hohenfellner studierte von 1946 bis 1953 Medizin an der Universität Wien. Danach begann er eine Ausbildung in Chirurgie und Urologie unter Bertrand Bibus und Richard Übelhör.
Er wechselte an die Universität des Saarlandes in Homburg zu Carl Erich Alken, der die zu dieser Zeit einzige deutsche urologische Universitätsklinik leitete, wo er 1964 seine Thesen zum Blasenersatz durch Peritoneallappen verteidigte. Im November 1967 nahm er den Ruf an die Universität Mainz an, wo er ab 1968 den neu geschaffenen Lehrstuhl für Urologie übernahm. Sein Hauptinteressengebiet waren die rekonstruktive und Kinderurologie. Er leitete die urologische Klinik bis zu seiner Emeritierung 1996. Einen Ruf auf den Lehrstuhl für Urologie an der Universität Wien als Nachfolger seines Lehrers Übelhör lehnte er 1973 ab. Ihm folgte in Mainz 1997 Joachim Wilhelm Thüroff, ehemals (1977) Assistenzarzt unter dem Chirurgen Rudolf Schautz am Würzburger Juliusspital.
Hohenfellner war 1970 Begründer und bis 1997 Mitherausgeber der Zeitschrift Aktuelle Urologie. Von ihrer Gründung 1975 bis 2000 war er Präsident der C. E. Alken-Stiftung. Rudolf Hohenfellner ist Vorsitzender des wissenschaftlichen Ausschusses der italienischen Stiftung für Forschung in der Urologie.

## Schriften (Auswahl)
- Die urologischen Komplikationen des Collum-Carcinoms. Springer-Verlag, 1965, DOI:10.1007/978-3-642-86391-2
- Kinderurologie in Klinik und Praxis. Thieme-Verlag 1986, ISBN 978-3-13-674801-5
- Ausgewählte urologische OP-Techniken: Step by step. Thieme-Verlag 1994, ISBN 978-3-13-136101-1
- mit Jens-Uwe Stolzenburg: Manual endourology. Springer-Verlag 2005, ISBN 978-3-540-25622-9
- mit Ernst J. Zingg (Hrsg.): Urologie in Klinik und Praxis 2 Bd. Thieme-Verlag 1982

## Ehrungen
Die deutsche Gesellschaft für Urologie verleiht jährlich den Rudolf Hohenfellner-Preis.
- SIU-Félix-Guyon-Award der Société Internationale d’Urologie 2011[6]
- Maximilian Nitze-Medaille der Deutschen Gesellschaft für Urologie 1995[7]
- Ehrendoktor der Hyōgo Medical School (2008)
- Fellow des American College of Surgeons
- Präsident der Société Internationale d’Urologie (1994–1997)
- Präsident der Deutschen Gesellschaft für Urologie, Kongresspräsident 1985
- Präsident der Society of Pelvic Surgeons (1991–1992)
- Ehrenmitglied der Deutschen Gesellschaft für Urologie[8]
- korrespondierendes Mitglied der Deutschen Gesellschaft für Gynäkologie und Geburtshilfe[9]